# Festival de la Canción de Eurovisión 1979
El XXIV Festival de la Canción de Eurovisión tuvo lugar el 31 de marzo de 1979 en Jerusalén, Israel. Los presentadores fueron Daniel Pe'er y Yardena Arazi. 
El país anfitrión se hizo nuevamente con la victoria gracias al tema "Hallelujah" de Gali Atari & Milk & Honey, su victoria ha sido uno de los resultados más emocionantes ya que se definió al final, cuando Betty Missiego que representaba a España, estaba ganando tan solo por 1 punto, y en la calificación final España, que votaba la última, otorga 10 puntos a Israel y así encabezan el tablero.
La cantante belga, Micha Marah, estaba muy descontenta con su canción Hey Nana, ya que fue seleccionada en contra de su voluntad en la preselección belga. Ella prefería otra canción, Comment ça va?. Aunque interpretó Hey Nana en el festival, ella se negó a grabar la canción, habiendo permanecido sin una versión de estudio hasta el año 2023.

## Países participantes

### Canciones y selección
| País y TV               | Título original de la canción | Artista                                | Proceso y fecha de selección             |
| País y TV               | Traducción al español         | Idiomas                                | Proceso y fecha de selección             |
| ----------------------- | ----------------------------- | -------------------------------------- | ---------------------------------------- |
| Alemania Occidental ARD | Dschinghis Khan               | Dschinghis Khan                        | Ein lied für Jerusalem 1979, 17-03-1979  |
| Alemania Occidental ARD | Gengis-Khan                   | Alemán                                 | Ein lied für Jerusalem 1979, 17-03-1979  |
| Austria ORF             | Heute in Jerusalem            | Christina Simon                        | Elección Interna                         |
| Austria ORF             | Hoy en Jerusalén              | Alemán                                 | Elección Interna                         |
| Bélgica BRT             | Hey Nana                      | Micha Marah                            | Eurosong 1979, 03-03-1979                |
| Bélgica BRT             | ¡Ey, na, na!                  | Neerlandés                             | Eurosong 1979, 03-03-1979                |
| Dinamarca DR            | Disco Tango                   | Tommy Seebach                          | Dansk Melodi Grand-Prix 1979, 03-02-1979 |
| Dinamarca DR            | -                             | Danés                                  | Dansk Melodi Grand-Prix 1979, 03-02-1979 |
| España TVE              | Su canción                    | Betty Missiego                         | Elección Interna                         |
| España TVE              | -                             | Español                                | Elección Interna                         |
| Finlandia YLE           | Katson sineen taivaan         | Katri Helena                           | Euroviisut 1979, 10-02-1979              |
| Finlandia YLE           | Estoy mirando al cielo azul   | Finés                                  | Euroviisut 1979, 10-02-1979              |
| Francia FT2             | Je suis l'enfant soleil       | Anne-Marie David                       | Final Nacional 1979                      |
| Francia FT2             | Soy la niña sol               | Francés                                | Final Nacional 1979                      |
| Grecia ERT              | Sokrati                       | Elpida                                 | Final Nacional, 05-02-1979               |
| Grecia ERT              | Sócrates                      | Griego                                 | Final Nacional, 05-02-1979               |
| Irlanda RTÉ             | Happy Man                     | Cathal Dunne                           | Final Nacional, 04-02-1979               |
| Irlanda RTÉ             | Hombre feliz                  | Inglés                                 | Final Nacional, 04-02-1979               |
| Israel IBA              | Hallelujah                    | Gali Atari & Milk and Honey            | Final Nacional, 27-01-1979               |
| Israel IBA              | Aleluya                       | Hebreo                                 | Final Nacional, 27-01-1979               |
| Italia RAI              | Raggio di luna                | Matia Bazar                            | Elección Interna                         |
| Italia RAI              | Rayo de Luna                  | Italiano                               | Elección Interna                         |
| Luxemburgo CLT          | J'ai déjà vu ça dans tes yeux | Jeane Manson                           | Elección Interna                         |
| Luxemburgo CLT          | Ya he visto eso en tus ojos   | Francés                                | Elección Interna                         |
| Mónaco TMC              | Notre vie c'est la musique    | Laurent Vaguener                       | Elección Interna                         |
| Mónaco TMC              | Nuestra vida es la música     | Francés                                | Elección Interna                         |
| Noruega NRK             | Oliver                        | Anita Skorgan                          | Melodi Grand Prix 1979, 10-02-1979       |
| Noruega NRK             | -                             | Noruego                                | Melodi Grand Prix 1979, 10-02-1979       |
| Países Bajos NOS        | Colorado                      | Xandra                                 | Nationaal Songfestival 1979, 07-02-1979  |
| Países Bajos NOS        | -                             | Neerlandés                             | Nationaal Songfestival 1979, 07-02-1979  |
| Portugal RTP            | Sobe, sobe, balão sobe        | Manuela Bravo                          | Festival da Canção 1979, 23-02-1979      |
| Portugal RTP            | ¡Sube, sube, globo sube!      | Portugués                              | Festival da Canção 1979, 23-02-1979      |
| Reino Unido BBC         | Mary Ann                      | Black Lace                             | A Song for Europe, 08-03-1979            |
| Reino Unido BBC         | María Ana                     | Inglés                                 | A Song for Europe, 08-03-1979            |
| Suecia SVT              | Satellit                      | Ted Gärdestad                          | Melodifestivalen 1979, 17-02-1979        |
| Suecia SVT              | Satélite                      | Sueco                                  | Melodifestivalen 1979, 17-02-1979        |
| Suiza SSR SRG           | Trödler und Co                | Peter, Sue & Marc, Pfuri Gorps & Kniri | Final Nacional, 27-01-1979               |
| Suiza SSR SRG           | Vago y compañía               | Alemán                                 | Final Nacional, 27-01-1979               |

## Resultados
El Festival de Eurovisión de 1979 siempre será recordado como uno de los más emociones en su ronda de votos. En las tres primeras votaciones se sucedieron Israel, Francia y Reino Unido como líderes de la clasificación; sin embargo, Israel comenzó a sacar ventaja, aunque tanto Francia como España le siguieron de cerca. En la seguna mitad de las votaciones, España se colocó en primera posición, dejando a Francia e Israel disputándose la segunda y tercera posición, y es que el panorama se dibujaba a favor de España. Sin embargo, tras tres "12 points" seguidos a Israel, y a falta de dos países por votar, la candidatura israelí se colocaba un punto por encima de España. Austria, penúltimo país en comunicar sus puntos otorgó 8 puntos a Israel y 10 puntos a España, colocando al país ibérico en el liderazgo de nuevo, por un único punto. Al llegar el turno de España para votar, el jurado español le concedió 10 puntos a Israel, otorgándole el triunfo por 9 puntos de diferencia con España.
| #  | País                | Intérprete(s)                           | Canción                         | Lugar | Puntos |
| -- | ------------------- | --------------------------------------- | ------------------------------- | ----- | ------ |
| 01 | Portugal            | Manuela Bravo                           | «Sobe, sobe, balão sobe»        | 9     | 64     |
| 02 | Italia              | Matia Bazar                             | «Raggio di luna»                | 15    | 27     |
| 03 | Dinamarca           | Tommy Seebach                           | «Disco tango»                   | 6     | 76     |
| 04 | Irlanda             | Cathal Dunne                            | «Happy man»                     | 5     | 80     |
| 05 | Finlandia           | Katri Helena                            | «Katson sineen taivaan»         | 14    | 38     |
| 06 | Mónaco              | Laurent Vaguener                        | «Notre vie c'est la musique»    | 16    | 12     |
| 07 | Grecia              | Elpida                                  | «Sokrati»                       | 8     | 69     |
| 08 | Suiza               | Peter, Sue & Marc, Pfuri, Gorps & Kniri | «Trödler und Co»                | 10    | 60     |
| 09 | Alemania Occidental | Dschinghis Khan                         | «Dschinghis Khan»               | 4     | 86     |
| 10 | Israel              | Gali Atari & Milk & Honey               | «Hallelujah»                    | 1     | 125    |
| 11 | Francia             | Anne-Marie David                        | «Je suis l'enfant soleil»       | 3     | 106    |
| 12 | Bélgica             | Micha Marah                             | «Hey Nana»                      | 18    | 5      |
| 13 | Luxemburgo          | Jeane Manson                            | «J'ai déjà vu ça dans tes yeux» | 13    | 44     |
| 14 | Países Bajos        | Xandra                                  | «Colorado»                      | 12    | 51     |
| 15 | Suecia              | Ted Gärdestad                           | «Satellit»                      | 17    | 8      |
| 16 | Noruega             | Anita Skorgan                           | «Oliver»                        | 11    | 57     |
| 17 | Reino Unido         | Black Lace                              | «Mary Ann»                      | 7     | 73     |
| 18 | Austria             | Christina Simon                         | «Heute in Jerusalem»            | 18    | 5      |
| 19 | España              | Betty Missiego                          | «Su canción»                    | 2     | 116    |

## Tabla de votación
|                                      |                     | Resultados           |                    |                      |                   |                   |                  |                                |                   |                    |                    |                       |                             |                   |                    |                         |                    |                   |    |    |
| Bandera de Portugal                  | Bandera de Italia   | Bandera de Dinamarca | Bandera de Irlanda | Bandera de Finlandia | Bandera de Mónaco | Bandera de Grecia | Bandera de Suiza | Bandera de Alemania Occidental | Bandera de Israel | Bandera de Francia | Bandera de Bélgica | Bandera de Luxemburgo | Bandera de los Países Bajos | Bandera de Suecia | Bandera de Noruega | Bandera del Reino Unido | Bandera de Austria | Bandera de España |    |    |
| Participantes                        | Portugal            |                      | 6                  | 0                    | 0                 | 2                 | 5                | 0                              | 4                 | 4                  | 0                  | 10                    | 5                           | 3                 | 3                  | 3                       | 6                  | 0                 | 7  | 6  |
| Participantes                        | Italia              | 8                    |                    | 0                    | 0                 | 8                 | 0                | 0                              | 0                 | 0                  | 0                  | 0                     | 0                           | 0                 | 0                  | 0                       | 3                  | 0                 | 0  | 8  |
| Participantes                        | Dinamarca           | 0                    | 0                  |                      | 2                 | 0                 | 3                | 12                             | 1                 | 10                 | 12                 | 6                     | 7                           | 4                 | 8                  | 1                       | 0                  | 3                 | 3  | 4  |
| Participantes                        | Irlanda             | 5                    | 5                  | 5                    |                   | 6                 | 0                | 10                             | 6                 | 6                  | 3                  | 0                     | 10                          | 7                 | 0                  | 8                       | 5                  | 4                 | 0  | 0  |
| Participantes                        | Finlandia           | 0                    | 7                  | 0                    | 0                 |                   | 0                | 7                              | 8                 | 5                  | 0                  | 5                     | 0                           | 6                 | 0                  | 0                       | 0                  | 0                 | 0  | 0  |
| Participantes                        | Mónaco              | 1                    | 2                  | 4                    | 0                 | 0                 |                  | 0                              | 0                 | 0                  | 0                  | 3                     | 0                           | 0                 | 0                  | 0                       | 0                  | 0                 | 0  | 2  |
| Participantes                        | Grecia              | 10                   | 0                  | 1                    | 4                 | 0                 | 7                |                                | 7                 | 2                  | 10                 | 4                     | 1                           | 5                 | 7                  | 2                       | 0                  | 0                 | 2  | 7  |
| Participantes                        | Suiza               | 0                    | 0                  | 7                    | 1                 | 10                | 2                | 2                              |                   | 7                  | 4                  | 7                     | 0                           | 0                 | 0                  | 0                       | 8                  | 0                 | 12 | 0  |
| Participantes                        | Alemania occidental | 2                    | 1                  | 12                   | 5                 | 3                 | 12               | 0                              | 0                 |                    | 6                  | 12                    | 4                           | 1                 | 2                  | 6                       | 0                  | 8                 | 0  | 12 |
| Participantes                        | Israel              | 12                   | 0                  | 6                    | 12                | 12                | 8                | 4                              | 5                 | 0                  |                    | 1                     | 2                           | 8                 | 1                  | 12                      | 12                 | 12                | 8  | 10 |
| Participantes                        | Francia             | 6                    | 10                 | 0                    | 0                 | 1                 | 10               | 8                              | 10                | 0                  | 5                  |                       | 6                           | 12                | 12                 | 5                       | 7                  | 6                 | 5  | 3  |
| Participantes                        | Bélgica             | 0                    | 0                  | 2                    | 0                 | 0                 | 0                | 0                              | 0                 | 1                  | 0                  | 0                     |                             | 0                 | 0                  | 0                       | 0                  | 2                 | 0  | 0  |
| Participantes                        | Luxemburgo          | 7                    | 0                  | 0                    | 3                 | 4                 | 4                | 5                              | 3                 | 0                  | 0                  | 2                     | 0                           |                   | 4                  | 0                       | 2                  | 10                | 0  | 0  |
| Participantes                        | Países Bajos        | 0                    | 0                  | 8                    | 10                | 5                 | 0                | 3                              | 0                 | 3                  | 7                  | 0                     | 3                           | 0                 |                    | 4                       | 4                  | 0                 | 4  | 0  |
| Participantes                        | Suecia              | 0                    | 0                  | 0                    | 6                 | 0                 | 0                | 1                              | 0                 | 0                  | 1                  | 0                     | 0                           | 0                 | 0                  |                         | 0                  | 0                 | 0  | 0  |
| Participantes                        | Noruega             | 3                    | 3                  | 0                    | 8                 | 0                 | 6                | 0                              | 0                 | 0                  | 2                  | 0                     | 8                           | 2                 | 6                  | 10                      |                    | 7                 | 1  | 1  |
| Participantes                        | Reino Unido         | 4                    | 8                  | 10                   | 7                 | 7                 | 1                | 0                              | 2                 | 8                  | 0                  | 0                     | 0                           | 0                 | 5                  | 0                       | 10                 |                   | 6  | 5  |
| Participantes                        | Austria             | 0                    | 4                  | 0                    | 0                 | 0                 | 0                | 0                              | 0                 | 0                  | 0                  | 0                     | 0                           | 0                 | 0                  | 0                       | 0                  | 1                 |    | 0  |
| Participantes                        | España              | 0                    | 12                 | 3                    | 0                 | 0                 | 0                | 6                              | 12                | 12                 | 8                  | 8                     | 12                          | 10                | 10                 | 7                       | 1                  | 5                 | 10 |    |
| LA TABLA ESTÁ ORDENADA POR APARICIÓN |                     |                      |                    |                      |                   |                   |                  |                                |                   |                    |                    |                       |                             |                   |                    |                         |                    |                   |    |    |

### Máximas puntuaciones
Tras la votación los países que recibieron 12 puntos (máxima puntuación que podía otorgar el jurado) fueron:
| N.º | A                   | De                                                         |
| --- | ------------------- | ---------------------------------------------------------- |
| 6   | Israel              | Portugal, Irlanda, Finlandia, Suecia, Noruega, Reino Unido |
| 4   | Alemania Occidental | Dinamarca, Mónaco, Francia, España                         |
| 4   | España              | Italia, Suiza, Alemania Occidental, Bélgica                |
| 2   | Dinamarca           | Grecia, Israel                                             |
| 2   | Francia             | Luxemburgo, Países Bajos                                   |
| 1   | Suiza               | Austria                                                    |

### Jurado español
El jurado español estaba presentado por Manuel Almendros y compuesto por la funcionaria María del Carmen Díaz, la psicóloga Fuencis García, la azafata Felisa Olasagarre, el actor Fernando Sancho, el modelo Adolfo Arlés, el director de escuela de vela Antonio Romero, la estudiante Rosa María Samblas, la estudiante Constanza Valverde, el atleta Antonio Páez, la decoradora Lina Traspaderne y la enfermera Alicia Puerto. Actuó como presidente Arturo Pérez, jefe del Gabinete de Prensa de TVE.